# Ítróttarfelag Fuglafjarðar
L'Ítróttarfelag Fuglafjarðar (squadra di calcio di Fuglafjørður), meglio noto come ÍF Fuglafjørður, è una società calcistica faroese con sede a Fuglafjørður, cittadina di circa 1 500 abitanti dell'isola di Eysturoy. I suoi colori sociali sono il bianco e il rosso.

## Storia
L'ÍF è stato fondato nel 1936 ed ha vinto il campionato di prima divisione faroense soltanto una volta nel 1979, mentre è arrivato per quattro volte a contendersi la Coppa delle Isole Fær Øer, risultando sconfitto in tutte le occasioni.
Al termine della stagione 2006 il club retrocesse dalla Formuladeildin, il massimo campionato faroense. Nel 2007 la squadra è giunta seconda nel campionato di 1. deild, ed è stata promossa nuovamente in Formuladeildin.

## Palmarès

### Competizioni nazionali
- Campionati Faroensi: 1

1979
- 1. deild: 5

1984, 1987, 2003, 2018, 2022

### Altri piazzamenti
- Finalista della Coppa delle Isole Fær Øer:

1975, 1982, 1987, 2005

## Rosa
(aggiornata al 12 aprile 2021
| N. |                    | Ruolo | Calciatore                |
| -- | ------------------ | ----- | ------------------------- |
| 1  | Fær Øer (bandiera) | P     | Martin Danielsen          |
| 2  | Fær Øer (bandiera) | D     | Gunnar Christiansen       |
| 3  | Fær Øer (bandiera) | D     | Jan Ólavsson Ellingsgaard |
| 4  | Fær Øer (bandiera) | D     | Jens Joensen              |
| 5  | Fær Øer (bandiera) | D     | Ólavur Niclasen           |
| 6  | Fær Øer (bandiera) | C     | Karl Løkin                |
| 7  | Fær Øer (bandiera) | C     | Bogi Reinert-Petersen     |
| 8  | Serbia (bandiera)  | A     | Uros Stojanov             |
| 9  | Serbia (bandiera)  | A     | Filip Djordjevic          |
| 10 | Fær Øer (bandiera) | C     | Ari Ellingsgaard          |
| 11 | Fær Øer (bandiera) | C     | Steinbjørn Olsen          |
| 13 | Fær Øer (bandiera) | P     | Jákup Nolsøe Olsen        |

| N. |                    | Ruolo | Calciatore         |
| -- | ------------------ | ----- | ------------------ |
| 13 | Fær Øer (bandiera) | D     | Uni R. Petersen    |
| 14 | Fær Øer (bandiera) | C     | Dánjal á Lakjuni   |
| 15 | Fær Øer (bandiera) | A     | Jákup Johansen     |
| 16 | Fær Øer (bandiera) | P     | Hallgrím Hansen    |
| 17 | Fær Øer (bandiera) | D     | Høgni Zachariassen |
| 18 | Brasile (bandiera) | A     | Clayton Nascimento |
| 19 | Fær Øer (bandiera) | C     | Bjarki Danielsen   |
| 20 | Fær Øer (bandiera) | D     | Leivur Joensen     |
| 76 | Fær Øer (bandiera) | D     | Bartal Eliasen     |
|    | Fær Øer (bandiera) | P     | Tórður Thomsen     |